# Maroiköpfe
Maroiköpfe är en bergstopp i Österrike.   Den ligger i distriktet Landeck och förbundslandet Tyrolen, i den västra delen av landet, 500 km väster om huvudstaden Wien. Toppen på Maroiköpfe är 2 522 meter över havet.
Terrängen runt Maroiköpfe är bergig åt sydväst, men åt nordost är den kuperad. Närmaste större samhälle är Schruns, 19,7 km väster om Maroiköpfe. 
Trakten runt Maroiköpfe består i huvudsak av gräsmarker. Runt Maroiköpfe är det ganska glesbefolkat, med 27 invånare per kvadratkilometer.